# سعيد بن مكتوم آل مكتوم
سعيد بن مكتوم بن حشر بن مكتوم بن بطي بن سهيل آل مكتوم الفلاسي حاكم دبي 1912 - 1958. وهو والد كل من ولي عهده وحاكم دبي من بعده الشيخ راشد بن سعيد آل مكتوم، والشيخ خليفة بن سعيد آل مكتوم، والشيخ أحمد بن سعيد آل مكتوم رئيس دائرة الطيران المدني ورئيس مجلس إدارة شركة طيران الإمارات. كان لزوجته الشيخة حصة بنت المر بن حريز الفلاسي وضع متميز في المجتمع وقد كانت خير معين له. توفي في 9 سبتمبر من عام 1958، ليتبوأ الحكم ابنه الشيخ راشد بن سعيد آل مكتوم.

## حياته
كان الشيخ سعيد بن مكتوم شاباً يافعاً عندما توفي أباه الشيخ مكتوم بن حشر الذي حكم دبي من 1898 إلى عام، 1906 ولكنه عاصر أيضاً طرفاً من حكم جده الشيخ حشر بن مكتوم بن بطي بن سهيل، وكان هذان الرجلان الأب والابن حشر ومكتوم، رجلين يسجل التاريخ عنهما السيرة الحسنة وتقوى الله، التي ما أن تلامس إِنساناً، فإن كل شيء في هذا الإِنسان يؤول إلى الحسنات، ويبتعد عن السيئات، وما أحوج القادة إلى تقوى الله، التي هي الخصلة المثلى للزعيم والقادة، لينعم الناس أو تنعم الرعية بالحياة الهنيئة. وفي نفس الوقت ينعم هو كذلك، بالطمأنينة والأمان.
ولقد ورث الشيخ سعيد، هذه الخصلة النبيلة، خصلة تقوى الله، عن أبيه وجده، وعاش في كنفهما، وخاصة أباه الذي بجانب سيرته الطيبة، كان بانياً وعلى يديه وضعت اللبنات الأولى للعمران والتجارة في دبي، التي قال عنها القس الأمريكي زويمر وهو يزورها عام 1901 بأنها ستكون العاصمة الحقيقية لساحل عمان، وستحل بعمرانها مكان لنجة، ولنجة هذه كانت مدينة وميناء فيها العمران قد بلغ مداه، طوال القرن التاسع عشر وطرفاً من القرن الثامن عشر قبله.
وقد تحققت نبوءة هذا القس وأصبحت دبي في خلال مدة وجيزة، من حكم الشيخ مكتوم بن حشر، العاصمة التجارية لهذه المنطقة الخليجية العربية.
وفي عهد الشيخ سعيد، الذي امتد من 1912 إلى 1958 أي فترة تصل إلى قرابة نصف قرن، وبالرغم مما تخلل هذا العهد من تناقضات كبرى ومصادمات، مثل الحرب العالمية الأولى، وأزمة الاقتصاد العالمي عام، 1929 وقيام مناوءة للشرعية التي كان يمثلها الشيخ سعيد بن مكتوم، عام 1938 و 1939 والحرب العالمية الثانية وأهوالها، وبالرغم من ذلك كله لم يصب دبي ذلك التراجع الذي أصاب أماكن أخرى ببركة هذا الشيخ الشيخ سعيد بن مكتوم، الذي كان يخشى الله ويخافه في أي عمل يقدم عليه.
«رمز خالد من رموز الإمارات» كهذا وصف الدكتور سالم حميد الشيخ سعيد بن مكتوم، في كتابه الشيخ سعيد بن مكتوم.

## وفاته
توفي يوم 9 سبتمبر 1958 عن سن يناهز الثمانين عاماً، قضاها في أعمال البر والتقوى، ورحل مطمئناً لمستقبل بلاده بعد أن أسندها إلى نجله الشيخ راشد بن سعيد آل مكتوم.

## أسرته
والدته هي الشيخة ميثاء بنت عبيد بن جمعة بن سعيد بن راشد بن شرارة الفلاسي.

### زوجاته
- الشيخة حصة بنت المر بن حريز بن حنظل القعود الفلاسي (من المجاعدة، وهم فرع من آل بوفلاسة) أمها شيخة بنت سليمان آل مالك الشحي شيخ وحاكم بخاء ودبا، (وأنجبت له راشد وخليفة وموزة وشيخة، والمر (توفي صغير))
- الشيخة فاطمة بنت محمد بن أحمد بن سليمان آل مالك الشحي (ابن أحمد والد شيخة، شيـخ وحاكم بخاء ودبا) (وأنجبت له أحمد)

### أبناؤه
- راشد (تزوج من الشيخة لطيفة بنت حمدان بن زايد بن خليفة بن شخبوط آل نهيان الفلاحي)
- خليفة (تزوج الشيخة فاطمة بنت مجرن بن سلطان بن مجرن آل مجرن المرر ثم من الشيخة صنعاء بنت مانع بن راشد بن مكتوم بن بطي بن سهيل، وهي أم علياء (زوجة الشيخ مكتوم بن راشد) ومانع بن خليفة، وراشد بن خليفة، وحصه بنت خليفه تزوجها مانع بن راشد بن مانع آل مكتوم وريسة بنت خليفة (لم تتزوج)، وتزوج أيضا الشيخة رفيعة بنت بيات المر).
- أحمد (عام 2007 تزوجَ من الاجتماعية المصرية نيفين الجمل، [5] وعام 2008 تزوج من الشيخة منى بنت عبيد بن ثاني آل مكتوم[6])
- موزة (تزوجت من عبد الله بن محمد بن دلموك الفلاسي)
- شيخة (تزوجت من الشيخ مكتوم بن جمعة آل مكتوم ، ابن الأخ الأصغر للشيخ سعيد بن مكتوم )